# Vadim Milov

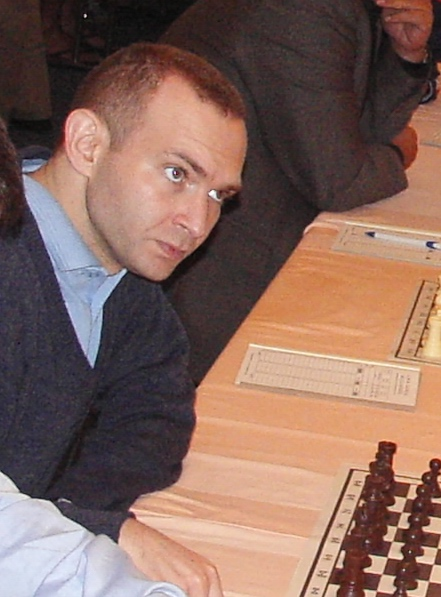
Vadim Milov

Vadim Milov (Oefa, 1 augustus 1972) is een Zwitserse schaker. Hij is een grootmeester.

Na de val van de Sovjet-Unie in 1991 verhuisde hij naar Israël. In 1996 vestigde hij zich in Zwitserland. 
Hij speelde drie keer mee in het knock-outtoernooi om het FIDE-wereldkampioenschap: 
- Groningen, 1997 - in de derde ronde verslagen door Kiril Georgiev,[1]
- Las Vegas, 1999 - in de eerste ronde verslagen door Bartłomiej Macieja,[2]
- Moskou, 2001 - in de derde ronde verslagen door Pjotr Svidler.[3]

In 1996 eindigde hij in het traditionele grootmeester-invitatietoernooi in Biel met de toenmalige FIDE-wereldkampioen Anatoly Karpov op een gedeelde eerste plaats.  
In 1999 won hij het open Australische schaakkampioenschap, gehouden in Sunshine Coast.
Later behaalde hij gedeelde eerste plaatsen in Santo Domingo 2003, Genève 2004, het VS Open Kampioenschap in  2005 en Gibraltar 2009. 
Van 30 oktober t/m 3 november 2005 speelde hij mee in het rapidschaak-toernooi Corsica masters dat in Bastia verspeeld werd. Milov won in de finale met 3 - 1 van Visnawathan Anand en won daarmee het toernooi.
In 2008 werd hij gedeeld eerste met Farid Abbasov, Aleksej Aleksandrov, Baadoer Dzjobava, Gadir Guseinov, Alexander Lastin, Tamaz Gelasjvili en Nigel Short bij de President's Cup in Bakoe.

## Schaakteams
Hij speelde twee keer in een Schaakolympiade:
- In 1994, aan het tweede reservebord in de 31ste Schaakolympiade in Moskou (+4 –1 =4) voor Israël;
- In 2000, aan het tweede bord in de 34ste Schaakolympiade in Istanboel (+3 –2 =7) voor Zwitserland.